# MTN Uganda
MTN Uganda là công ty viễn thông lớn nhất ở Uganda, với 11,2 triệu thuê bao, chiếm 55% thị phần, tính đến ngày 30 tháng 6 năm 2017. Đến ngày 31 tháng 12 năm 2019, số lượng khách hàng của công ty đã tăng lên 12,6 triệu người. Vào tháng 3 năm 2021, Ủy ban Truyền thông Uganda ước tính số lượng khách hàng của MTN ở Uganda là 15 triệu, trong tổng số 28,3 triệu thuê bao mạng di động, qua đó chiếm 53% thị phần.

## Địa điểm
Trụ sở chính của MTN Uganda được đặt tại 69-71 Phố Jinja, thuộc Phân khu Trung tâm Kampala, một trong những đơn vị hành chính của thành phố Kampala, thủ đô và thành phố lớn nhất của Uganda. Tọa độ của trụ sở công ty là 0°19'10,0"B, 32°35'53,0"Đ (Vĩ độ: 0,319444; Kinh độ: 32,598056).
Vào năm 2016, The Independent (Uganda) đưa tin rằng MTN Uganda đã có kế hoạch xây dựng một tòa nhà chọc trời mới giữa Phố Jinja và Phố Old Port Bell, tại vị trí mà British American Tobacco từng đặt văn phòng, và sẽ trở thành trụ sở chính của công ty.

## Tổng quan
MTN Uganda là công ty con của MTN Group, một tập đoàn viễn thông đa quốc gia kết nối khoảng 232 triệu người ở 22 quốc gia trên khắp châu Phi và Trung Đông. Năm 2009, MTN Uganda đã giới thiệu sản phẩm ngân hàng trên điện thoại di động được gọi là Mobile Money. Tính đến tháng 3 năm 2015, MTN kiểm soát 80% thị trường tiền di động tại Uganda.

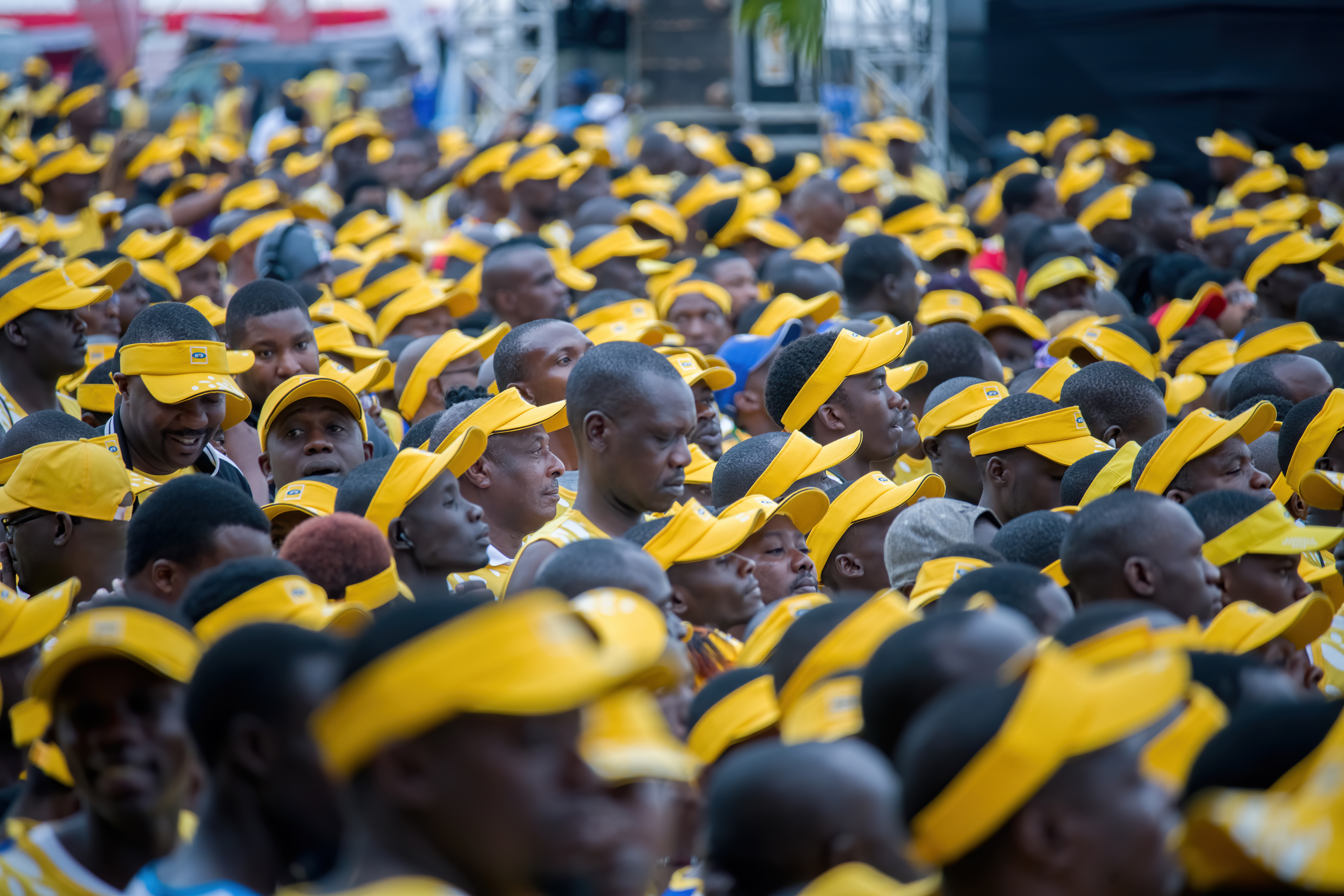
Cuộc đua marathon hàng năm do MTN Uganda tổ chức

Tháng 11 năm 2015, MTN Uganda đã ngắt kết nối 3,7 triệu trong số 11,5 triệu khách hàng của mình để tuân thủ các yêu cầu đăng ký thẻ SIM mới của Ủy ban Truyền thông Uganda.
Tháng 5 năm 2016, MTN Uganda đã vay 114 triệu đô la Mỹ để mở rộng mạng lưới và xây dựng một tòa nhà trụ sở mới trên Phố Jinja ở Kampala. Nguồn vốn được cấp dưới hình thức khoản vay hợp vốn bởi một tập đoàn gồm bốn ngân hàng Uganda, cụ thể là Ngân hàng Stanbic Uganda, Standard Chartered Uganda, Citibank Uganda và Ngân hàng Barclays của Uganda (hiện nay là Absa Bank Uganda Limited).
Tháng 8 năm 2016, MTN Uganda hợp tác với Ngân hàng Thương mại châu Phi (Uganda) giới thiệu một sản phẩm mới cho phép khách hàng tiết kiệm tiền và tiếp cận các sản phẩm cho vay vi mô bằng cách sử dụng điện thoại di động của họ. Sản phẩm có tên MoKash có sẵn trên tài khoản cá nhân và tài khoản dành cho doanh nghiệp vừa và nhỏ.
Tháng 8 năm 2018, MTN Uganda đã ra mắt dịch vụ phát trực tuyến nhạc Tidal–MTN. Nền tảng Tidal, do ông trùm người Mỹ Jay-Z đồng sở hữu, cung cấp âm thanh và video trực tuyến với mức phí hàng ngày là USh1000 (0,26 đô la Mỹ). Người đăng ký nhận được âm nhạc, video và nội dung độc quyền. Dịch vụ có sẵn âm nhạc của phần lớn các nghệ sĩ hàng đầu của Uganda. Vào thời điểm đó, dịch vụ này chỉ có sẵn ở Uganda và Nam Phi.
Tính đến tháng 12 năm 2020, MTN Uganda có tổng cộng 14,1 triệu thuê bao, trong tổng số 31 triệu thuê bao điện thoại di động ở quốc gia này, chiếm 45,5% thị phần.

## Phát hành công khai lần đầu
Vào năm 2018, tờ EastAfrican đã đưa tin rằng MTN Uganda đã lên kế hoạch niêm yết cổ phiếu của công ty trên Sở Giao dịch Chứng khoán Uganda (USE). Sự sẵn sàng cho niêm yết cổ phiếu của MTN Uganda một lần nữa đã được báo cáo vào tháng 3 năm 2019.
Vào tháng 3 năm 2020, MTN Uganda đã đồng ý trả 100 triệu đô la Mỹ để có giấy phép hoạt động trong 14 năm và niêm yết 20% cổ phần trên USE, không muộn hơn quý 2 năm 2022. Cổ phiếu được bán trên USE sẽ chỉ dành cho công dân của các quốc gia thuộc Cộng đồng Đông Phi; cụ thể là Burundi, Kenya, Rwanda, Nam Sudan, Tanzania và Uganda. Theo Keith Kalyegira, Giám đốc điều hành của Cơ quan Thị trường Vốn Uganda (C đợt IPO dự kiến sẽ huy động được khoảng 1,2 tỷ USD.

## Cổ phần
Kể từ tháng 12 năm 2021, cổ phần trong MTN Uganda được liệt kê trong bảng bên dưới. Đợt IPO kết thúc vào tháng 11 năm 2021, đã huy động được USh:535.939.000.000 (khoảng 151 triệu USD). Cổ phiếu của công ty bắt đầu giao dịch trên Sở Giao dịch Chứng khoán Uganda vào ngày 6 tháng 12 năm 2021. lúc 9:30 sáng, giờ địa phương, với mã giao dịch MTNU.
| Thứ hạng | Tên chủ sở hữu                                                        | % sở hữu sau IPO |
| -------- | --------------------------------------------------------------------- | ---------------- |
| 1        | MTN Group                                                             | 83.05            |
| 2        | NSSF Uganda                                                           | 8.84             |
| 3        | Charles Magezi Mbire                                                  | 3,99             |
| 4        | NSSF Uganda - Samlam                                                  | 0,26             |
| 5        | Chương trình Phúc lợi Xác định của Ngân hàng Uganda – Sanlam          | 0,19             |
| 6        | NSSF Kenya - Sanlam                                                   | 0,18             |
| 7        | Duet Africa Opportunities Master Fund ICF                             |                  |
| 8        | FG Hermes Oman LLC                                                    |                  |
| 9        | First Rand Bank Limited                                               |                  |
| 10       | Chương trình Phúc lợi Nhân viên của Cơ quan Doanh thu Uganda – Sanlam |                  |
| 11       | Khoảng 20.000 nhà đầu tư khác                                         | 3.06             |
|          | Tổng cộng                                                             | 100.00           |

## Quản trị
Kể từ tháng 3 năm 2019, Giám đốc điều hành của công ty là Gordian Kyomukama, người trước đây từng là Giám đốc công nghệ Vào tháng 6 năm 2019, Wim Vanhelleputte tái đảm nhận vị trí Giám đốc điều hành sau khi ông trở lại Uganda, sau các cuộc đàm phán giữa chính phủ Uganda và MTN International.

## Tranh cãi
Vào ngày 14 tháng 2 năm 2019, Wim Vanhelleputte, giám đốc điều hành của công ty bất ngờ bị trục xuất khỏi Uganda với cáo buộc làm tổn hại đến an ninh quốc gia của Uganda. Điều này xảy ra sau khi ba giám đốc điều hành khác của MTN Uganda bị trục xuất vào tháng 7 năm 2018, bao gồm Tổng Giám đốc-Dịch vụ Tài chính Di động, Tổng Giám đốc-Bán hàng và Phân phối, và Giám đốc Tiếp thị. Tất cả đều bị buộc tội "làm tổn hại đến an ninh quốc gia của Uganda". Sau đó, cựu CEO đã kiện chính phủ Uganda tại Tòa án Tối cao của Uganda.
Vào tháng 5 năm 2019, sau các cuộc đàm phán giữa tổng thống Yoweri Museveni và MTN International, Wim Vanhelleputte được phép trở lại Uganda và tiếp tục nhiệm vụ Giám đốc điều hành của MTN Uganda.

## Giấy phép
Vào tháng 10 năm 2018, giấy phép hoạt động 20 năm ban đầu của công ty đã hết hạn. Do các cuộc đàm phán kéo dài giữa MTN và chính phủ Uganda, công ty đã hoạt động trên giấy phép ngắn hạn tạm thời. Vào tháng 3 năm 2020, MTN Uganda đã đồng ý trả 100 triệu đô la Mỹ cho giấy phép hoạt động 14 năm. Nhà mạng cũng đã đồng ý niêm yết cổ phiếu của mình trên USE và thả nổi ít nhất 20% cổ phần, trong một đợt IPO.
Vào tháng 7 năm 2020, MTN Uganda đã nhận được giấy phép vận hành trong 12 năm, bắt đầu từ ngày 1 tháng 7 năm 2020. Theo các điều khoản của giấy phép mới, MTN Uganda sẽ niêm yết một phần cổ phần của họ (tối thiểu là 20 phần trăm), trên Sở Giao dịch chứng khoán Uganda trong vòng 24 tháng kể từ khi nhận được giấy phép. Giấy phép trị giá 100 triệu đô la Mỹ, được thanh toán đầy đủ trong một lần.

## Tài chính
Trong năm 2019, tổng doanh thu của MTN Uganda lên tới 1,5 nghìn tỷ USh (khoảng 407 triệu USD).

## Trung tâm dữ liệu
Kể từ tháng 12 năm 2021, MTN Uganda đã duy trì 6 trung tâm dữ liệu trải rộng khắp đất nước, nơi dữ liệu liên lạc được thu thập, phân phối, kiểm soát và giám sát. Hai trong số các trung tâm được đặt tại Mutundwe và Mbuya, thuộc thủ đô Kampala. Bốn trung tâm dữ liệu khác được đặt tại Mbarara, Masindi, Lira và Tororo. Thông qua các trung tâm này và khoảng 2550 cột dữ liệu liên lạc trong nước, MTNU cung cấp 72% vùng phủ sóng trên đất liền, tương đương với 92% vùng phủ sóng dân số ở Uganda. Tuân thủ các điều khoản cấp phép của mình, MTNU có kế hoạch tăng diện tích đất bao phủ từ 72% vào năm 2021 lên 90% vào năm 2023.

## Thị phần
Vào tháng 7 năm 2022, The EastAfrican báo cáo rằng MTN Uganda kiểm soát 47,5% thị trường điện thoại di động tại Uganda vào cuối năm 2021. Vào thời điểm đó, số lượng thuê bao của công ty là 16,7 triệu. Các đối thủ cạnh tranh với nhà mạng này bao gồm Airtel Uganda, Uganda Telecom và Lycamobile Uganda.